# Condado de Trigg
El condado de Trigg (en inglés: Trigg County), fundado en 1820, es uno de 120 condados del estado estadounidense de Kentucky. En el año 2000, el condado tenía una población de 12,597 habitantes y una densidad poblacional de 17 personas por km². La sede del condado es Cadiz.

## Geografía
Según la Oficina del Censo, el condado tiene un área total de 1246 km² (481,1 mi²), de la cual 1147 km² (442,9 mi²) es tierra y 98 km² (37,8 mi²) (7.90%) es agua.

### Condados adyacentes
- Condado de Lyon (norte)
- Condado de Caldwell (noreste)
- Condado de Christian (este)
- Condado de Stewart (Tennessee) (sur)
- Condado de Calloway (suroeste)
- Condado de Marshall (noroeste)

## Demografía
Según la Oficina del Censo en 2000, los ingresos medios por hogar en el condado eran de $33,002, y los ingresos medios por familia eran $40,886. Los hombres tenían unos ingresos medios de $31,158 frente a los $22,081 para las mujeres. La renta per cápita para el condado era de $17,184. Alrededor del 12.30% de la población estaban por debajo del umbral de pobreza.

## Localidades
- Cadiz
- Cerulean
- Wallonia
- Canton